# Iridana gabunica
Iridana gabunica är en fjärilsart som beskrevs av Henry Stempffer 1964. Iridana gabunica ingår i släktet Iridana och familjen juvelvingar. Inga underarter finns listade i Catalogue of Life.